# Шипов Сергій Юрійович
Сергій Юрійович Шипов (рос. Сергей Юрьевич Шипов, нар. 17 квітня 1966, Муром, Владимирська область) — російський шахіст, гросмейстер (1996), а також шаховий тренер, коментатор, письменник, популяризатор шахів. Путініст, публічно підтримав напад Росії на Україну.

## Біографія
Сергій Шипов народився 17 квітня 1966 року у місті Муромі Владимирської області. На початку 1970-х переїхав зі своєю сім'єю в місто Кіржач, де тривалий час займався у шаховому гуртку. У другому класі у дитини виникла остеохондропатія тазостегнового суглоба, внаслідок чого він три з половиною роки провів у лікарні у лежачому стані. У 1979 році вступив до спортивного інтернату в Москві, де в одному класі з ним навчалися майбутні гросмейстери Євген Барєєв і Юрій Дохоян. З 1983 по 1989 рік навчався на фізичному факультеті МДУ. У 1989—1991 роках працював в Інституті хімічної фізики Академії наук СРСР, місто Чорноголовка, Московська область.
1992 року виконав норму міжнародного майстра, а в 1996 році отримав звання міжнародного гросмейстера. 1998 року в Санкт-Петербурзі Шипов завоював титул віце-чемпіона Росії. Учасник чемпіонату світу з шахів 1999 (у третьому раунді поступився українцю Василю Іванчуку, програвши обидві партії з класичним контролем часу).
Був спаринг-партнером Гарі Каспарова.
З 1999 року живе та працює в Москві.
Досягнув значних успіхів на тренерській ниві. У різний час підопічні Сергія Шипова були такі відомі нині гросмейстери як Олександра Костенюк, Світлана Матвєєва, Володимир Бєлов, Ян Непомнящий, Данило Дубов, Григорій Опарін, Андрій Єсипенко та ін.
Уболівальник футбольного клубу «Спартак» (Москва).
24.02.2022 Публічно на стрімі свого каналу youtube підтримав російську агресію проти України[джерело?].
За фактами поширення громадянами РФ Анатолієм Карповим, Сергієм Карякіним, Сергієм Шиповим і Аркадієм Дворковичем (президент ФІДЕ) закликів до війни та посягання на територіальну цілісність України, тобто у вчиненні кримінального правопорушення, передбаченого ч. 1 ст. 110 Кримінального кодексу України, розпочато кримінальне провадження.

### Коментаторська діяльність
Протягом своєї кар'єри коментатора Шипов співпрацював з такими сайтами, як kasparov-chess.ru, chesspro.ru та 64.ru У 2006 році заснував власний шаховий сайт crestbook.com .
З 2013 по 2014 рік був постійним коментатором шахових інтернет-каналів Chess TV та Chess Cast.
У листопаді 2016 року виступив офіційним російськомовним коментатором матчу за звання чемпіона світу з шахів.
З 2016 року — постійний шаховий експерт спортивного телеканалу «Матч ТВ».

### Літературна діяльність
Шипов — автор чотирьох книг:
- Дамский Я. В., Шипов С. Ю.. Последняя интрига века: Каспаров-Крамник, Лондон 2000. — М. : Элекс-КМ, 2000. — 150 с. — ISBN 5-9381-5008-6.
- Шипов С. Ю..  — 2-е изд. — М. : Рипол Классик, 2005. — 576 с. — ISBN 5-7905-2763-9. Архівовано з джерела 7 грудня 2021
- Shipov, Sergey. The Complete Hedgehog, Vol. 1. — Mongoose Press, 2009. — С. 532. — ISBN 978-0-9791482-1-7.
- Shipov, Sergey. The Complete Hedgehog, Vol. 2. — Mongoose Press, 2011. — С. 584. — ISBN 978-1-9362772-2-3.

## Спортивні досягнення
| Рік       | Місто           | Турнір               | + | − | = | Результат | Місце |
| --------- | --------------- | -------------------- | - | - | - | --------- | ----- |
| 1994      | Еліста          | 47-й чемпіонат Росії | 2 | 2 | 7 | 5½ із 11  | 24–31 |
| 1998      | Санкт-Петербург | 51-й чемпіонат Росії | 5 | 1 | 5 | 7½ із 11  | 1–4   |
| 1998/1999 | Гастінгс        | Міжнародний турнір   | 4 | 3 | 2 | 5 з 9     | 2–6   |
| 2001      | Еліста          | 54-й чемпіонат Росії | 3 | 2 | 4 | 5 з 9     | 21–26 |
| 2002      | Москва          | Аерофлот опен        | 2 | 2 | 5 | 4½ із 9   | 62    |
| 2003      | Красноярськ     | 56-й чемпіонат Росії | 3 | 2 | 4 | 5 з 9     | 20–37 |
| 2006      | Тромсе          | Міжнародний турнір   | 6 | 0 | 3 | 7½ із 9   | 1     |

У 2006 році на турнірі в Тромсе переміг Магнуса Карлсена.

## Зміни рейтингу
| На цьому місці має відображатися графік чи діаграма, однак з технічних причин його відображення наразі вимкнено. Будь ласка, не видаляйте код, який викликає це повідомлення. Розробники вже працюють для того, щоби відновити штатне функціонування цього графіка або діаграми. | |
| | На цьому місці має відображатися графік чи діаграма, однак з технічних причин його відображення наразі вимкнено. Будь ласка, не видаляйте код, який викликає це повідомлення. Розробники вже працюють для того, щоби відновити штатне функціонування цього графіка або діаграми. |